# Цілинне (імені Габіта Мусрепова район)
Ціли́нне (каз. Целинное) — село у складі району імені Габіта Мусрепова Північноказахстанської області Казахстану. Входить до складу Дружбинського сільського округу, раніше було центром Цілинної сільської ради.
Населення — 648 осіб (2021; 840 у 2009, 991 у 1999, 1014 у 1989).
Національний склад станом на 1989 рік:
- росіяни — 57 %.